# Seznam avstralskih atletov
Seznam avstralskih atletov.

## A
- Judy Amoore

## B
- Marilyn Black
- Raelene Boyle

## C
- Maureen Caird
- Robert De Castella
- Ron Clarke
- Norma Croker
- Betty Cuthbert

## D
- Ralph Doubell

## E
- Herb Elliott

## F
- Edwin Flack
- Debbie Flintoff-King
- Cathy Freeman

## G
- Emma George
- Tatjana Grigorieva

## J
- Marjorie Jackson
- Brenda Jones

## K
- Nina Kennedy
- Pam Kilborn
- Joyce King
- Yiannis Kouros

## L
- Jennifer Lamy
- John Landy

## M
- Lisa Martin
- June Maston
- Marlene Matthews
- Elizabeth McKinnon
- Craig Mottram

## N
- Glynis Nunn

## P
- Sally Pearson

## R
- Stanley Rowley

## S
- Jane Saville
- Brandon Starc
- Shirley Strickland

## T
- Jai Taurima
- Norma Thrower
- Lee Troop